# Electro magnetic
electro magnetic ist der Name eines Festivals der elektronischen Tanzmusik im Weltkulturerbe Völklinger Hütte im Saarland.
Das Festival besteht seit 2012 und hatte anfangs 8.000, aktuell 10.000 Besucher. Im Debüt-Jahr wurde es bei den European Festivals Awards als Best New European Festival ausgezeichnet. Auf vier bis fünf Open-Air-Arealen spielen überwiegend DJs und seltener Liveacts im Bereich Electro, Techno und House. Ab 2015 fand am Tag zuvor an gleicher Stelle ein weiteres Musikevent statt, 2019 ging das Festival erstmals über zwei Tage. Seit 2020 pausiert das Festival.
Die Veranstaltung wird von der Firma 4plus1 organisiert, die auch Konzerte und das Festival Rocco del Schlacko verantwortet.

## Künstler (Auswahl)
- 2012: Digitalism, Lexy & K-Paul, Turntablerocker, Moonbootica, Tiefschwarz, André Galluzzi, Monika Kruse, Bonaparte, Left Boy, Dominik Eulberg
- 2013: Boys Noize, Booka Shade, Pan-Pot, Wankelmut, Onur Özer, M.A.N.D.Y., Mathias Kaden, Lexy & K-Paul, Sascha Braemer, Moonbootica
- 2014: Fritz Kalkbrenner, Marek Hemmann, Moguai, Oliver Koletzki, Ellen Allien, Felix da Housecat, AKA AKA, Andhim, Nina Kraviz, Mathias Kaden
- 2015: Chris Liebing, Dixon, Lexy & K-Paul, AKA AKA, Mathias Kaden, Karotte, Dirty Doering, Britta Arnold, Matthias Tanzmann, Marcus Meinhardt
- 2016: Moguai, Nina Kraviz, Richie Hawtin, Robin Schulz, Alle Farben, Andhim, Oliver Koletzki, Meat, Robag Wruhme, Matthias Tanzmann, Gunjah
- 2017: Lexy & K-Paul, Âme, Alle Farben, Chris Liebing, Moonbootica, Matthias Tanzmann, Oliver Huntemann, Joyce Muniz, Rødhåd, DJ Karotte
- 2018: Paul van Dyk, Moonbootica, AKA AKA, Adam Beyer, Felix Kröcher, Neelix, Klaudia Gawlas, Recondite, DJ Tennis, Denis Horvat, Junge Junge
- 2019: Amelie Lens, Carl Cox, FJAAK, Boys Noize, Pan-Pot, Loco Dice, DJ Hooligan, Niels van Gogh, DJ Tomcraft, Kai Tracid, Matthias Tanzmann